# 長原前駅

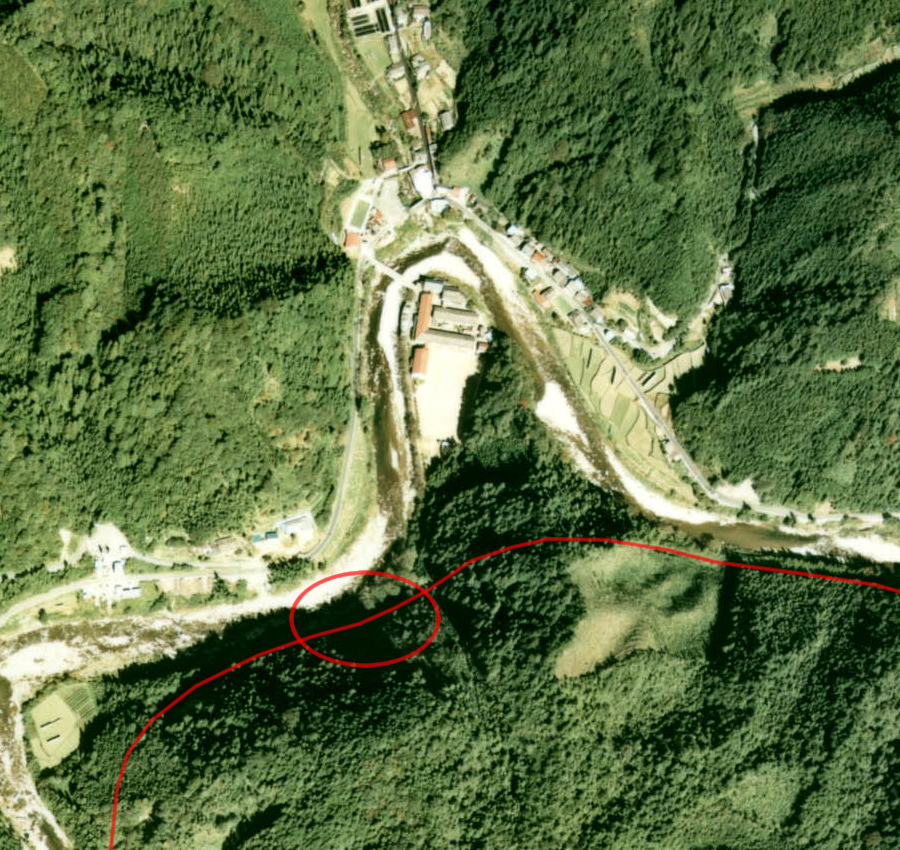
1977年の長原前駅跡とその周囲。赤で囲った場所に駅があった。赤い線は田口線の廃線跡。

長原前駅（ながらまええき）は、愛知県北設楽郡設楽町清崎にかつて存在した豊橋鉄道田口線（旧・田口鉄道）の駅。北設楽郡田口町（1956年以降設楽町）にあった駅の一つである。

## 歴史
長原前駅は1950年（昭和25年）10月1日、田口鉄道により開設された。
田口鉄道は、現在のJR飯田線本長篠駅と北設楽郡設楽町を結んだ鉄道である。駅の開業と路線の開通の時期には大きな開きがあり、駅をはさむ三河海老駅から清崎駅までの区間が同鉄道の第二期線として開通したのは駅設置より20年も前の1930年（昭和5年）のことである。
駅が置かれたのは豊川（寒狭川）左岸の設楽町清崎であるが、駅名にある「長原」はその対岸の田峯にある地名（設楽町田峯字長原）である。駅近くの清崎字釜渕には町立清嶺中学校（1949年創立、2001年廃校）があった。駅設置は生徒達の通学の便を図ってのことである。
1956年（昭和31年）10月1日、田口鉄道が豊橋鉄道に合併されたため豊橋鉄道田口線の駅となる。それから8年後の1964年（昭和39年）、豊橋鉄道は赤字の拡大を理由に田口線の廃止を決定。路線の廃止は1968年（昭和43年）9月1日付であったが、その直前の8月29日に台風（台風10号）で被災して田峰・清崎間が線路破壊により不通となり、三河海老駅から先の区間は運転していなかった。

## 構造
片面ホーム1面1線で列車の行き違いが不可能な駅であった。駅員は配置されていない（無人駅）。

## 利用状況
1957年度の乗車人員は1万9千人（1日平均53人）で、そのうち約4割にあたる7千人が定期乗車券での利用客であった。この乗車人員は田口線の全11駅中で三河大草駅に次いで少ない。一方、貨物の取り扱いはない。

## 隣の駅
豊橋鉄道
田口線
田峰駅 - 長原前駅 - 清崎駅